# فريدريك أ. فوكس
فريدريك أ. فوكس (بالإنجليزية: Frederick A. Fox)‏ هو ملحن أمريكي، ولد في 17 يناير 1931 في ديترويت في الولايات المتحدة، وتوفي في 24 أغسطس 2011 في بلومنغتون في الولايات المتحدة.

## وصلات خارجية
- فريدريك أ. فوكس على موقع IMDb (الإنجليزية)